# Каліке (супутник)
Каліке (грец.ΙΚαλύκη) (англ. Kalyke)– нерегулярний супутник Юпітера, відомий також під назвою 'Юпітер XXIII'.

## Відкриття
Відкритий 2000 року Скотом Шепардом (англ. Scott S. Shepard) і його командою з Гавайського університету, отримав позначення  S/2000 J 2.
2002 року отримав офіційну назву Каліке — на честь персонажа давньогрецької міфології.

## Орбіта
Супутник обертається навколо Юпітера на відстані приблизно  23,181 млн км.  Сидеричний період обертання — 721,021 земних діб.  Орбіта має ексцентриситет ~0,2588.
Супутник належить до групи нерегулярних супутників, які обертаються на відстані 23—24 млн км від Юпітера орбітами, що нахилені приблизно на 160°.

## Фізичні характеристики
Супутник має діаметр приблизно 5,2 км , альбедо — 0,04. Оціночна густина — 2,6 г/см³.